# Arányi Miksa
Arányi Miksa (született: Max Aufricht; Trencsén, 1858. május 13. – Párizs, 1937. október 8.) író, újságíró, tanár, műfordító.

## Életrajza
Aufricht Jakab és Löwenfeld Amália fia. Tanulmányait szülővárosában kezdte meg, s Budapesten fejezte be. Jogot végzett. 1882 és 1884 között a Magyar Királyi Közoktatási minisztérium megbízásából két éven át Párizsban tanult tovább. Innen küldte színes tudósításait a Pesti Naplóba (1883. 164., 307., 347. 1884. 124., 230. számok) és a Pesti Hírlapba. Hazatérte után 1884-től a Gazette de Hongrie című lap főszerkesztője lett, e tisztét 1887-ig viselte. 1885-ben a francia akadémia tisztviselője lett. A Magyar Mintarajziskola és Rajztanárképző iskola tanára is volt. Tárcáit az Ország-Világ (1885), a Koszorú (1885), a Pesti Hírlap (1885. 89. szám) és a Magyar Szalon (1886) című lapok közölték.
1881. szeptember 8-án nevét Arányira magyarosította és 1895. március 19-én a Terézvárosi kereszteltek anyakönyve szerint a zsidó vallásról a római katolikus vallásra tért át.
Előbb Franciaországban, 1914-től pedig Svájcban élt.
1905 októberében a Francia Köztársaság Becsületrendjének lovagi fokozatát nyerte el.

## Munkái
- Le petit agneau. Budapest, 1885. (Berczik Árpád után.)
- Du Bellay és Ronsard (Budapest, 1886)
- Eloges de Lukács, Mignet et Thiers. Budapest, 1886. (Trefort Ágoston után.)
- Description financiere et commerciale des forêts du royaume de Hongrie. Budapest, 1886. (Bedő Albert után, 3 kötetben)
- Párisi levelek és tanulmányok I. (1908), II. (1909)
- Társadalmi képek (Budapest, 1912, franciául: Sociological pictures, Párizs, 1912)

Továbbá lefordította még francia nyelvre Gaal Jenő munkáját: Az amerikai verseny nyersterményeinkre, valamint György Endre művét: A magyar kis földbirtokos osztály hiteléről 1885-ben.